# Zottiger Bienenkäfer
Der Zottige Bienenkäfer (Trichodes alvearius) wird auch Westlicher Bienenkäfer genannt und statt Bienenkäfer ist auch der Name Immenkäfer gebräuchlich. Leider wird statt Bienenkäfer auch doppeldeutig der Name Bienenwolf benutzt, der für verschiedene Insekten steht. Trichodes alvearius ist ein Käfer aus der Familie der Buntkäfer (Cleridae). Zur Gattung Trichodes zählt man weltweit über fünf Dutzend Arten. In Europa ist die Gattung Trichodes mit 26 teilweise sehr ähnlichen Arten vertreten, in Mitteleuropa findet man neben dem Zottigen Bienenkäfer den häufigeren Gemeinen Bienenkäfer. Nach der Bundesartenschutzverordnung gehört der Käfer in Deutschland zu den besonders geschützten Arten.

## Bemerkungen zum Namen und zur Entdeckungsgeschichte
Der Käfer wird erstmals bereits 1792 von Fabricius unter dem Namen Clerus alvearius beschrieben. Fabricius stellt den Käfer direkt hinter den Gemeinen Bienenkäfer (bei Fabricius Clerus apiarius) und weist darauf hin, dass alvearius möglicherweise nur eine Variante von apiarius sei. Dies drückt er auch in der Namensgebung aus, denn lat. ‚alveārius, a, um‘, bedeutet ‚den Bienenstock (lat. alveārium) betreffend‘, während ‚apiārius, a, um‘ ‚bei der Biene, (lat. ápis) lebend‘ bedeutet.
Fabricius zitiert auch zwei ältere Literaturstellen. Zum einen verweist er auf eine farbige Abbildung bei Schäffer von 1779, der den Käfer mit ‚Clerus primus‘, ‚Erster Bienenkäfer‘ benennt (Abb. 2 links unten, die Nummer der Tafel mit der Abbildung ist bei Fabricius unkorrekt). Zum zweiten verweist er auf eine Beschreibung mit einer durch zwei Detailzeichnungen ergänzten Abbildung des Käfers von 1762 durch Geoffroy (Abb. 2 links Mitte). Dieser gibt dem Käfer den französischen Namen ‚Cleron à bandes rouges‘ (Cleron mit roten Bändern) und den lateinischen Namen ‚1. Clerus‘, was ebenfalls nicht den Nomenklaturregeln entspricht.
Geoffroy wiederum weist auf noch ältere Quellen hin. Insbesondere bildete der an der Verwandlung der Insekten interessierte Swammerdam bereits 1738 Larve, Puppe und Käfer ab (Abb. 2 oben). Dazu gibt Swammerdam eine kurze Beschreibung in niederländischer und lateinischer Sprache als Kapitel ‚Vermiculus, in Nido Apum ...‘ bzw. ‚Een Wurmke, in een Nest van wilde Byen ...‘ (ein Würmchen, im Nest von Wildbienen gefunden …). Und Réaumur veröffentlichte 1742 im Rahmen eines Kapitels über die Schwarze Mörtelbiene (II. Mémoire: Des Abeilles Maçonnes) Beobachtungen und Überlegungen zur Biologie des Käfers, wobei der Käfer und die Larve ebenfalls abgebildet werden (Käfer Abb. 2 links oben).
Möglicherweise spricht bereits Aristoteles von einem Bienenkäfer, wenn er bemerkt, dass Käfer und andere kleine namenlose Insekten ihre Larven in aus Lehm gefertigte Höhlen ablegen.
Die Gattung Trichodes wird 1792 von Herbst aufgestellt. Herbst erklärt, weshalb er für einige Käfer, die bei Fabricius zur Gattung Clerus gestellt werden, diese neue Gattung definiert.
Der Gattungsname Trichōdes ist von altgriechisch τριχώδης trichōdes, deutsch ‚haarig‘ abgeleitet. Herbst nimmt die Eigenschaft ‚dicht behaart‘ jedoch nicht in die Charakterisierung der neuen Gattung mit auf.

## Eigenschaften des Käfers
| |  |
| Abb. 1: verschiedene Ansichten und Verhaltensweisen |  |
| |  |
| |  |
| Abb. 2 Alte Darstellungen; oben: Swammerdam 1738: Würm- chen, bei Wildbienen gefunden; links oben: Réaumur 1742: joli scarabé (hübscher Käfer); links Mitte: Geoffroy 1762: Cleron à bandes rouges; links unten: Schaeffer 1779: erster Bienenkäfer rechts: Curtis: 1821: Bee-hive Beetle Clerus alvearius |  |
| |  |
| Abb. 4: linker Hintertarsus Männchen von außen/schräg unten; 1,2: Nummer des Tarsenglieds, grüner Pfeil: Zähnchen an Tibiaende blaue Pfeile: Anhänge am 3., 4. Glied |  |
| Abb. 3: Larve (nach Mulsant) |  |

| | |
| Abb. 5: Fühler, grüner Pfeil auf Zipfel des 3. Glieds der Fühlerkeule                                                                     | Abb. 6: Punktierung A: Flü- geldecke links der Naht zwischen 1. und 2. Querband B: Halsschild rechts der Mit- tellängslinie |
| | Abb. 6: Punktierung A: Flü- geldecke links der Naht zwischen 1. und 2. Querband B: Halsschild rechts der Mit- tellängslinie |
| | |
| Abb. 8: Ende Körperunterseite beim ♂, letztes Hinterleibs- segment zur Hälfte rot getönt                                                  | |
| Abb. 7: Ende Flügeldecke | |
| | |
| Abb. 9: Porträt, 1 Auge, 2 Aussparung des Auges, 3 Ober- lippe, 4 Kiefertaster 5 Lippentaster, 6 rechter Oberkiefer, 7 linker Unterkiefer | |

Der Käfer wird zehn bis siebzehn Millimeter lang. Er ist etwas schlanker als der Gemeine Bienenkäfer und vor allem an Kopf und Halsschild zottig abstehend behaart. Oberseits ist die Behaarung schwarz, auf der Unterseite und an den Beinen ist die Behaarung grau (Abb. 1). Ähnlich wie der Gemeine Bienenkäfer ist der Zottige Bienenkäfer auffallend gefärbt. Kopf, Halsschild und Beine sind schwarz mit blauem Schimmer, die Färbung ist jedoch häufig durch die Verschmutzung mit Pollen verfälscht. Die Flügeldecken sind auffallend rot mit drei blauschwarzen breiten Querbinden. Das Exoskelett ist nur schwach sklerotisiert, weshalb die Buntkäfer zur Gruppe der Malacodermata (gr. Weichhäuter) gezählt werden.
Der Kopf wird mehr oder weniger schräg nach unten getragen. Die Augen (Abb. 9 Nr. 1) sind vorn um die Fühlereinlenkung tief ausgerandet (Abb. 9 Nr. 2). Die elfgliedrigen Fühler sind so lang wie der Halsschild und enden in einer soliden, schwarzen, verkehrt konischen, breiten, dreigliedrigen Keule, das Endglied ist abgestutzt und zipfelförmig ausgezogen (Abb. 5, grüner Pfeil). Die Oberlippe (Abb. 9 Nr. 6 und Abb. 2, rechts Nr. 2) ist ausgerandet. Die Oberkiefer (Abb. 9 Nr. 6 und Abb. 2, rechts Nr. 2) enden zweizähnig. Die Unterkiefer (Abb. 9 Nr. 7 und Abb. 2, rechts Teil von Nr. 3) sind zweilappig, und im oberen Teil mit Fransen dicht besetzt. Die viergliedrigen Kiefertaster (Abb. 9 Nr. 5 und Abb. 2, rechts seitlicher Teil von Nr. 3) sind fadenförmig, ihr Ende an der Spitze abgestutzt. Die dreigliedrigen Lippentaster (Abb. 9 Nr. 4 und Abb. 2, rechts Teil von Nr. 4) sind kräftig ausgebildet und haben ein beilförmiges Endglied.
Der Halsschild ist nicht fein, sondern grob und fast überall gedrängt punktiert (Abb. 6 B), aber nicht sehr grob und wenig gedrängt wie bei den Arten der sex-pustulatus-Gruppe. Am Vorderrand ist der Halsschild leicht wulstig aufgetrieben, nach hinten verjüngt der Halsschild sich etwas. An den Seiten ist der Halsschild nicht gekantet. An der Basis ist er fein gerandet, davor ist eine tief eingegrabene Querfurche ausgebildet. Längs der Mitte ist auf dem Halsschild eine schwach kielförmig erhabene Linie ausgebildet (Abb. 6 B in der linken unteren Ecke deutlich).
Das Schildchen ist klein und dreieckig mit abgerundeter Spitze.
Die Flügeldecken sind deutlich, aber feiner als der Halsschild punktiert (Abb. 6 A). Die Punkte stehen teilweise reihig, teilweise unregelmäßig. Die Flügeldecken sind an der Basis deutlich breiter als der Halsschild. Seitlich verlaufen sie annähernd parallel, nach hinten verbreitern sie sich wenig, bevor sie gemeinsam halbkreisförmig enden. Die Flügeldecken sind rot mit drei schwarzen Dorsalbinden, deren vorderste schräg nach vorn außen gestellt ist. Die hinterste dorsale Binde erreicht den Nahtwinkel nicht, ebenso nicht den seitlichen Flügelrand (Abb. 7). Die Flügeldeckennaht ist bis zur hinteren Binde schwarz, an der Basis ist die schwarze Färbung zu einem breiten dreieckigen bis quadratischen Flecken erweitert, der das Schildchen einschließt. Die Form und Ausdehnung der schwarzen Färbung variiert, Mulsant beschreibt mehrere Varianten.
Unter den Flügeldecken ist der Hinterleib leuchtend rot (Abb. 1 rechts oben), was als Warnfarbe beim Fliegen gedeutet wird.
Die Vorderhüften sind einander genähert, die Hinterhüften sind getrennt, die Mittelhüften breit getrennt. Die Hinterschenkel der Männchen sind leicht gekrümmt und etwas verdickt. Bei allen Beinen enden die Schienen mit zwei kurzen Dornen, nur bei den Männchen ist der innere Enddorn der Hinterschiene stark verlängert und gekrümmt (Abb. 4 grüner Pfeil). Alle Tarsen sind fünfgliedrig, das erste Glied wird jedoch leicht übersehen (Abb. 4, 1 und 2) und deswegen findet man in der Literatur auch die Angabe ‚Tarsen viergliedrig‘, etwa bei Sturm. Die ersten vier Tarsenglieder tragen auf der Unterseite lappenförmige Fortsätze (Abb. 4 lila Pfeile).
Beim Männchen ist bereits das fünfte Abdominalsternit hinten über die ganze Breite stark bogig ausgeschnitten. Das folgende (letzte sichtbare) Abdominalsegment des Männchens ist etwa gleich lang wie breit und nahezu kreisförmig ausgebuchtet, die Ränder der Ausbuchtung zangenförmig zugespitzt (Abb. 8). Bei den Weibchen ist das fünfte Abdominalsternit hinten gerade abgeschnitten, das sechste deutlich breiter als lang und am Hinterrand nach hinten gewölbt.

## Larven
Die Larven (Abb. 3) sind raupenförmig und lang abstehend hell behaart. Sie sind himbeerrot und weichhäutig, nur die Kopfkapsel, der Rückenschild des ersten Brustabschnitts und das Tergit des 9. Hinterleibssegments sind kräftig sklerotisiert und dunkel. Der zweite und dritte Brustabschnitt tragen auf dem Rücken je ein Paar runde, dunkle Sklerite. Am zweiten bis achten Hinterleibssegment befinden sich je ein Paar ringförmige Atemöffnungen (Stigmen).
Der Kopf ist nach vorn gestreckt. Die dreigliedrigen Fühler sitzen auf einem Sockel, der leicht als 4. Fühlerglied missgedeutet werden kann. Die kräftigen Mandibeln tragen einen Zahn. Die Kiefertaster sind ebenfalls dreigliedrig, die Lippentaster zweigliedrig und an der Basis deutlich voneinander getrennt. An jeder Seite der Kopfkapsel sitzen 3 + 2 Einzelaugen.
Die Beine sind kräftig entwickelt, die Klauen tragen eine Borste.
Am neunten Abdominalsegment sind ein Paar Urogomphi ausgebildet, die etwas über das Hinterende des Körpers hinausragen. Sie nähern sich nur wenig einander und enden in nach oben gebogenen Spitzen.

## Biologie
In mehrfacher Hinsicht (Nahrungswahl, Ablageort der Eier, Anzahl der Wirte) ist der Zottige Bienenkäfer viel weniger spezialisiert (weniger stenök) als der Gemeine Bienenkäfer.
Die wärmeliebenden Käfer sind während ihrer ein- bis dreimonatigen Lebenszeit am häufigsten im Mai und Juni in besonnten Lagen zu finden, sind aber beispielsweise in Rheinland-Pfalz von April bis August gemeldet. Sie besuchen bevorzugt weiße Doldenblütler. Man findet die polyphagen Tiere aber auch auf anderen Blüten, beispielsweise auf Margeriten, Weißdorn, Wolfsmilch, Schwertlilien, Hahnenfuß, Brennnesseln, Baldriangewächsen, Schneeball... In einer Liste werden 22 + 2 Arten von besuchten Blüten genannt. Die Käfer sitzen meist träge auf den Blüten, wo sie Pollen und Nektar fressen und auch kleinen bis mittelgroßen Insekten nachstellen (Abb. 1 rechts unten zeigt einen Käfer, der ein Insekt frisst). Die Bewegungen sind ruckartig. Rabaud berichtet, dass man den Käfer erstarren lassen kann, wenn man den Brustabschnitt seitlich leicht zusammendrückt. Er zieht dann die Beine ein und krümmt Kopf und Hinterleibsende nach unten.
Die Käfer kommen sowohl auf Trockenrasen als auch an Waldrändern, in Flussauen, in Weinbergen und Gärten vor.
In Experimenten ergab sich, dass – anders als beim Gemeinen Bienenkäfer – die Anzahl der Weibchen nur geringfügig kleiner ist als die Anzahl der Männchen.
Ein Balzverhalten ist nicht bekannt. Bei der Paarung reitet das Männchen von hinten dem Weibchen auf und hält sich mit den Krallen der vorderen beiden Beinpaare am Seitenrand der Flügeldecken fest. Es wurden Weibchen beobachtet, die während der Kopula Beutetiere verzehrten.
Wenige Tage nach der Befruchtung beginnen die Weibchen mit der Eiablage.
Die blass-orangen Eier sind länglich, blasser und länglicher als die des Gemeinen Bienenkäfers, etwa 1,6 Millimeter lang bei einem Durchmesser von 0,36 Millimetern. Sie werden in mehreren Gelegen abgelegt.
Von verschiedenen experimentell angebotenen Möglichkeiten zur Eiablage wurden Stapel von in einem Abstand von 0,8 Millimetern gelagerten parallelen kleinen Holzplatten gegenüber Holzbretternstapeln mit anderen Abständen bevorzugt. Die Eiablage in Klettverschlüsse der Firma Velcro erfolgte häufiger als die Ablage in Nähe der Nester von Blattschneiderbienen, die nach dem Schlüpfen von den jungen Käferlarven aufgesucht wurden. Holzbrettchen im Abstand von 0,8 mm wurden jedoch auch gegenüber dem Klettverschlussmaterial bevorzugt. Wenn der Abstand der Brettchen genügend groß ist, werden pro Gelege bis zu siebzehn Eier, als Strauß aufgefächert, abgelegt. Für eine Ablage von zehn Eiern wurden drei Minuten benötigt. In der Regel wurden insgesamt zwischen 100 und 190 Eier abgelegt.
Dokumentiert ist außerdem die Eiablage in Blütenstände und in Spalten auf der Schnittfläche von altem Klafterholz. Abb. 1 oben Mitte zeigt möglicherweise eine Eiablage. Nach Réaumur lauern die Käferweibchen an Mauerbienennestern darauf, dass sich bei Abwesenheit der Mutterbiene die Gelegenheit ergibt, ihr Käferei unbemerkt in eine zumindest nahezu für die Entwicklung der Bienenlarve fertige Zelle abzulegen. Die Mauerbienen ihrerseits bewachen fast fertige Brutzellen, damit kein anderes Insekt seine Eier dort deponieren kann.
Die Erstlarven schlüpfen nach etwa zwei Wochen. Die frisch geschlüpften Larven sind sehr beweglich und suchen aktiv die Nester von Wildbienen (besonders Mauerbienen) und Grabwespen auf, wo sie sich von Eiern, Larven und Puppen der Wirte ernähren. Ihre Mandibeln sind kräftig genug, um auch den Mörtel der Mauerbienen zu durchbeißen. Auch die für die Wirtslarven eingelagerte Nahrung sowie anfallender Detritus wird gelegentlich verspeist. Eine Aufzucht ausschließlich mit Pollen ist im Experiment möglich, die Entwicklung ist dann jedoch deutlich langsamer als bei der Zugabe von Larven der Wirte. Larven weiterer Arten aus verschiedener Familien der Hautflügler wurden als Wirte genannt, insgesamt wurden bisher elf verschiedene Wirtsarten nachgewiesen und auch Kannibalismus beobachtet. Das Spektrum möglicher Wirte ist deutlich breiter als beim Gemeinen Bienenkäfer. Es erfolgt nur eine Häutung pro Jahr. Die Überwinterungen erfolgen in einer Diapause in einem für diesen Zweck gefertigten Kokon. Bis zur Verpuppung werden bei der Luzerne-Blattschneiderbiene als Wirt gewöhnlich vier bis zehn Larven der Biene, die eine wichtige Rolle für die Bestäubung der Luzerne spielt, von der Käferlarve vernichtet. Auf Luzerne-Versuchsflächen in Südfrankreich wird eine Vernichtung von rund einem Viertel der Brut der Biene durch den Zottigen und den Gemeinen Bienenkäfer geschätzt. Vor der Verpuppung nehmen die Larven keine Nahrung mehr auf. Sie können dann zwei bis zwanzig Monate lang hungern. Das Puppenstadium dauert ein bis zwei Monate, der Käfer schlüpft im Frühjahr. Die Entwicklung vom Ei bis zur Imago dauert zwei bis fünf Jahre.

## Verbreitung
Der Käfer wird in Mittel- und Südeuropa sowie in Nordafrika (Algerien) gefunden. Östlich reicht sein Verbreitungsgebiet bis nach Albanien (Name Westlicher Bienenkäfer), ältere Meldungen aus Griechenland werden heute einer anderen Art (Trichodes similis) zugeordnet. Im Westen fehlt die Art in Portugal. In Mitteleuropa ist er im Osten sehr selten, im Norden fehlend. In England gilt die Art als ausgestorben. Die Art ist weit verbreitet und gebietsweise nicht selten, im Südwesten Europas stellenweise häufiger als der Gemeine Bienenkäfer.